# Hannes Sigurðsson
Hannes Þorsteinn Sigurðsson (Reykjavík, 10 aprile 1983) è un ex calciatore islandese, di ruolo attaccante.

## Carriera

### Club
Sigurðsson ha iniziato la carriera con il Fimleikafélag Hafnarfjarðar (FH) nel 2001, segnando una rete in undici incontri. Si è trasferito in Norvegia per giocare nel Viking nel 2002 e nonostante sia entrato in campo a partita in corso, ha segnato una doppietta all'esordio. Ha comunque passato la maggior parte dei primi tre anni al club partendo dalla panchina. Sigurðsson è stato sempre considerato una riserva di lusso, avendo siglato dodici reti tra il 2002 e il 2003 (una rete ogni settantadue minuti).
A luglio 2005, ha firmato per lo Stoke City a parametro zero e si è unito al nuovo club nel mese di ottobre dello stesso anno. Sigurðsson è stato ingaggiato dalla proprietà islandese dello Stoke City, mentre Johan Boskamp ne era il manager. Ha realizzato una sola rete in ventinove apparizioni nel suo primo campionato. Quando la proprietà della società è cambiata e Boskamp è stato licenziato in favore di Tony Pulis, però, il centravanti islandese è stato ritenuto superfluo. Il 30 agosto 2006, quindi, ha firmato un accordo con i danesi del Brøndby, squadra classificatasi seconda nel campionato precedente. È stato titolare della squadra finché numerosi infortuni gli hanno fatto saltare diversi incontri. Ha però perso il posto quando l'allenatore René Meulensteen è stato sostituito da Tom Køhlert prima della primavera e Sigurðsson ha iniziato a cercarsi una nuova squadra.
A febbraio 2007, quindi, è tornato a giocare per il Viking, in Norvegia. Le regole della FIFA, però, impediscono ad un calciatore di vestire le maglie di tre club diversi in una sola stagione. Dopo una lunga serie di processi, in cui spesso si sono fatti riferimenti al caso del passaggio di Javier Mascherano dal West Ham United al Liverpool. Finalmente, il 30 marzo 2007, la FIFA ha dato il consenso al calciatore di giocare per il Viking, giusto un giorno prima della chiusura del mercato norvegese.
A marzo 2008, Sigurðsson è passato dal Viking agli svedesi del GIF Sundsvall.
L'8 agosto 2014, ha firmato ufficialmente un contratto valido fino al termine della stagione con il Sandnes Ulf. Al termine di questo accordo, si è ritrovato svincolato.
Il 3 febbraio 2015 ha trovato un accordo con i tedeschi dello Jahn Regensburg, a cui si è legato con un contratto valido fino al termine dell'annata.

### Nazionale
Sigurðsson ha collezionato diciassette presenze e sette reti con l'Islanda under 21 tra il 2002 e il 2005. Proprio nel 2005, ha esordito con la selezione maggiore, in una sfida contro l'Italia.